# Pierre Richard Bruny
Pierre Richard Bruny (Port-au-Prince, 6 aprile 1972) è un ex calciatore haitiano, di ruolo difensore.

## Caratteristiche tecniche
Era un difensore centrale.

## Carriera

### Club
Ha cominciato a giocare al Don Bosco. Nel 2001 si è trasferito a Trinidad e Tobago, al Joe Public. Nel 2003 è tornato al Don Bosco con cui, nel 2011, ha concluso la propria carriera.

### Nazionale
Ha debuttato in Nazionale nel 1998. Ha partecipato, con la maglia della Nazionale, alla Gold Cup 2000, alla Gold Cup 2002,  alla Gold Cup 2007 e alla Gold Cup 2009. Ha collezionato in totale, con la maglia della Nazionale, 90 presenze e una rete.